# .inc
Tên miền .inc là một miền cấp cao nhất (TLD) trong Hệ thống Tên miền của Internet. Tên miền được điều hành bởi Intercap Registry Inc., một công ty thuộc Quần đảo Cayman.